# Трета-юґа
Трета-юга (санскр. त्रेता युग) - друга з чотирьох юґ, або епох, в індуїстському часовому циклі. Слідує за Сатья Юґою і передує Двапара Юзі.   
Трета-юга триває 864,200 років і благочестя зменшується на одну чверть. 
З чотирьох брахманічних якостей, аскетизму, чистоти, милосердя та правдивості, в Трета-югу в повній мірі проявлені три останні з них. Основною духовною практикою і методом самоусвідомлення в Трета-югу є ведичні жертвопринесення Богу і дів. У жертву приносяться ДХІ, зерно і деякі види рослин. 

## Аватари Вішну в Трета-югу

### Вамана
Вішну з'явився як Вамана - карлик-син Адіті. Його місією було перешкодити онуку Прахлади царя-асури Махабалі завершити яг'ю, яка зробила б його більш могутнім, ніж цар небесних планет і девів Індра. Стурбовані деви переконали Вішну послати свого бгакті Балі в Паталах (нижчі світи). Вішну зробив це скориставшись чеснотою царя, який відмовився повертатися назад на Землю. Вішну обдарував Балі за його відданість величезною розкішшю і владою над одним з нижчих світів. Вішну також дав йому благословення, завдяки якому Балі міг відвідувати своїх підданих на Землі раз на рік. 

### Парашурама
Вішну з'явився у вигляді брахмана Парашурам и  і практично повністю знищив стан войовничих кшатріїв, які бешкетували і завдавали багато занепокоєння. Деякі з них, однак, вижили, і поступово варна кшатріїв була відновлена. Після того як місія Парашурами була завершена, він продовжував жити як воїн-самітник. Через багато років він воював з Рама Чандра і, зазнавши поразки, визнав його високе становище. У Двапара-югу Парашурама вступив в дуель з Бхішми через Амби, а також навчив  Карну користуватися Брахмастрою і прокляв його після того, як виявив, що той був не брахманом, а кшатрієм. Він присягнувся ніколи не навчати і не стає гуру для кшатріїв. Говориться, що Парашурама живий і по сьогоднішній день, медитує Гималех і в кінці  Калі-юги буде навчати Калки аватару бойовому ремеслу. 

### Рамачандра
Однією з основних подій, що відбулися в Трета-югу, була поява Равани - могутнього демонічного царя Ланки. Він завоював всі три локи: небесні планети, землю, нижчі світи ( Паталах) і навів жах на всіх їх мешканців. Навіть деви підкорилися йому. Його син Мегханада отримав ім'я Індраджіт за те, що зумів перемогти в поєдинку царя небесних планет Індру; навіть Сонце змушене було підкориться владі царя-ракшаси. За цих обставин, Вішну зійшов як син царя Дашаратха і Рамачандра. Через ревнощі своєї мачухи, Рамачандра був засланий в ліс на 14 років. Під час свого вигнання, Рама воював і вбив Равану за те, що той викрав його дружину Сіту, і таким чином відновив мир і порядок у Всесвіті. Говориться, що згодом він правив царством Кошала. Його правління тривало 11 тис. років і отримало назву золотого століття "Рама-Раджі». Брати Рами - Лакшмана, Бхарат і Шатругхна - були частковими аватарами Вішну і Шеши. 